# NORN9 命運九重奏
《NORN9 命運九重奏》（日语：NORN9 ノルン＋ノネット）是Otomate於2013年5月30日發售的PlayStation Portable戀愛遊戲。2022年1月28日，Game Source Entertainment正式宣佈在年內推出繁體中文版《命運九重奏 –NORN9 LOFN-》，為合併了本編故事《NORN9: Var Commons》及後續故事《NORN9：LAST ERA》任天堂Switch版。

## 遊戲概要
這是一個以被稱為『NORN』的巨大飛船旅行的少年少女之物語。包括主角在內所有乘搭『NORN』的成員，都擁有特殊的能力。而且，當把9位可攻略的角色全員攻略攻略後，鈴原空汰就能解開時光倒流之謎。預定於2014年發售《NORN9 LAST ERA》（ノルン+ノネット ラストイーラ）的光盤。遊戲的特別之處與普通的乙女遊戲不同，是以第三生鈴原空汰的角度開始故事。於同年3月2日舉行的單獨活動「NORN9 with Ark & for Spica」中，發表動畫化與向PS Vita的移植。於2016年，『NORN9 ACT TUNE』（ノルン＋ノネット アクト チューン）的PS Vita光盤預定發售。

## 故事大綱

### NORN9 命運九重奏
雖然只是一首歌，少年便到達不一樣的時空去。
讓人在意的同時，少年已站立在前所未見的地方。
古老的街道並排。眼前是棕褐色的景象。
這不就是課本上看過的明治與大正時期的風景。
時光倒流後，少年所邂逅的是，
3名少女與8名青年。
少年便跟他們一起遠赴跨時空的旅行。
「無法持續的友情，能看到終結的戀情。
即便如此，人類也無法孤單一人。」
他們旅行的理由是什麼？
目的地會在何處呢？
還有，到底是什麼"世界"？
雖然包含著多項謎團，飛船繼續前進。
走向故事的尾聲。
紡織羈絆的未來，現在開始了──

### NORN9 LAST ERA
日輪的協奏曲（日輪のConcerto）
這不是紀念日，與他迎接的早晨是再好不過的幸福。
無可取代的特別。
描寫與所愛的他甜蜜的日常故事。
月影的協奏曲（月影のConcerto）
成為情侶的兩人遇上嶄新的困難。
而這跟他的過去有關……。
從現在到過去，然後向未来所連接一起的故事。
遁走曲（Fuga）
那天的接吻，抱擁的義意。
所隱藏在他心中的想法表露無遺。
以被攻略角色的角度描術本編的故事。
幻想曲（Fantasia）
回到女主角們還沒談戀愛的時候？
以IF的設定描術，旅行那天的情景。
雖然是在現實與夢中的世界所發生的事件，為NORN的船内做成混亂。
在夢中，成員都變小了。
這是一月所做成的嗎，好像不是。
雖然每個人都這樣想，问题也渐渐在现实世界开始发生。
如果一直這樣的話船上無人在了，集結於夢中使用平士與一月的能力。

## 世界觀
『文明初期化計畫』——簡稱『初期化』（Reset）
文明發展過快，為了制止激烈的戰争，
人類曾經多次歴史初期化，時代重新開始。
持續不自然的撤回帶來了結果，
世界的走向漸漸偏離了原來的歷史。
未來的光明，年輕人悄悄在被修正的道路上昂首闊步。
沒有飢餓與貧窮，甚至連槍械和武器都不存在。
沒有差異與差距的平等生命。
任何人都能獲得幸福的世界。
人們就生存在那個不存在的時代。
即使如此，不知不覺間抹殺了歷史上的形成。
不過，如果把進行『初期化』的兵器『艾音』停止的話，
再也沒有重新開始的歷史了。
人活著。所刻畫過去與痛楚的一切，就只有這一次。
故事發生在1919年的日本，即大正時期。實際上是81世紀，8075年，是經過第四次『重置』後的世界。在第五次世界大戰的2060年中，因為文化及文明出現了即將終結的征兆，企業把兵器作為商品交易，國家不斷地購買兵器，令兵器的數量覆盖全世界。在2085年，人類為免地球毁烕而進行第一次『重置』，讓歷史改變。

## 登場人物
※可攻略對象因主角而異。

### 主要角色
小春（Koharu）
配音員：藤村步
遊戲的女主角之一（可改名）。17歲，星座血型不明。是個有禮貌單純開朗的少女。粉紅色短直髮左面配帶大髮夾，粉紅色眼瞳。
一直在山上獨自生活，因為沒有人叫自己，所以忘卻了自己的名字。曾許願「希望總有一天會有人相伴」，也有「不希望被別人討厭」的想法而熟讀禮儀的書籍。
能力是操縱「火」。在好友之中能力最強，卻不想被他人知道般拼命掩飾。
自己的長處是「吃貨」。
動畫版最後和驅在一起。
久我深琴（Kuga Mikoto）
配音員：高垣彩陽
18歲　星座／處女座　血型／A型
遊戲的女主角之一（可改名）。 成熟美少女。 因為是公家出身，周遭的人都視她為掌上名珠般養育。姬髮式並在左面配有白色絲帶，黑色眼瞳。
雖然有大小姐的脾氣，但是責任感勁強，很會照顧別人。因為從來沒有跟青梅竹馬以外的男性接觸，所以在船上生活有點吃力。
能力是開展「結界」，曾經自身能力守護神社和權貴。
從小就被教育「能力是由神所賜予的東西，十分珍貴」，所以一直炫耀自己的能力。
動畫版最後和夏彥在一起。
不知火七海（Shiranui Nanami）
配音員：瀨戶麻沙美
16歲　星座／白羊座　血型／AB型
遊戲的女主角之一（可改名）。在傳統的忍者家族出生，所以體質不錯，善於隱藏痕跡。淺紫色短曲髮，紫色眼瞳，左眼角下有一粒淚痣。有著人偶般的美麗卻沉默寡言的少女。
因為甚少表示自己的意思，所以難懂她的感受。雖然帶給人的感覺很古怪和違和感，卻對人心微妙地敏感。
能力是消除「記憶」。小時候一直被命令消除別人的記憶。對於自己的能力打從心底般的恐懼，一向討厭它。 曾經消除了千里有關哥哥暁人的所有記憶而感到罪惡。
動畫版最後和曉人在一起。

### 小春的可攻略對象
結賀驅（Yuiga Kakeru）
配音員：梶裕貴　戀愛主題：純愛
18歲　生日／7月25日　星座／獅子座　血型／B型。
金色短髮配有金色眼瞳。開朗溫柔的好青年。
腦筋靈活，結合積極和自己方式把大家集結起來。
也有用人唯才的策士一面，卻有一部分被認為是腹黑。
無惡意的把所有人逼到毫無退路的天然S。
能力是操作『綠』（植物）。
動畫版最後和小春在一起。
市之瀨千里（Ichinose Senri）
配音員：下野紘　戀愛主題：渇望
16歲　生日／2月22日　星座／雙魚座　血型／B型。
茶色短髮配有藍色眼瞳，臉上有刺青。
雖然是個長得英俊的美少年，思想卻極為消極。
因為有被周遭的人欺凌的過去，所以不擅於跟不信任的人類相處。
即使共同乘船，也很少在公用地方出現。
能力是操作『水』。但由於身體承受不了完整的能力，所以一部分能力被暁人奪走了
遠矢正宗（Tooya Masamune）
配音員：佐藤拓也　戀愛主題：運命
24歲　生日／1月4日　星座／魔羯座　血型／A型。
棕色短髮配有綠色眼瞳。
很會照顧別人，就像各位年輕成員的大哥哥般存在。
頭腦聰明，最笨拙的地方是手。時常成為爭吵的裁判，吃虧的事滿多。
讀書世家，見識博學。常帶手套克制能力。
不能吃甜食，吃甜食後會像酒醉
即使非自願喝酒，但酒醉後就沒記憶的類型。
能力是讀取『過去』。 與『世界』定期聯絡報告行踪。

### 深琴的可攻略對象
吾妻夏彦（Azuma Natsuhiko）
配音員：小野大輔　戀愛主題：敵對
22歲　生日／10月11日　星座／天秤座　血型／O型。
茶色短髮配有茶色眼瞳。
冷靜思考，臨危不亂。
因為有苦衷，而追殺乘搭NORN的能力者。
精通機械，發明得意。船隻操作專家。
即使非自願喝酒，但一杯就足以睡著。
動畫版最後和深琴在一起。
二條朔也（Nijo Sakuya）
配音員：齋賀光希　戀愛主題：無聲愛
19歲　生日／6月29日　星座／巨蟹座　血型／AB型。
銀色長髮以白絲帶束成馬尾，配有棕紅色眼瞳。擁有出眾美貌的青年。
腰部十分柔軟，以紳士般的態度對待女性。
對青梅竹馬的深琴有十分重要的存在。愛好不中的算命和謎語。
人物設計者悌太指出束髪的白絲帶是青梅竹馬的深琴配成一對的物品。
能力是『預見』，是偶然性非隨心所欲的能力。
小時候看到『為守護喜歡的人而死』的未來，令深琴為此恐懼，所以他會常說著「誰人也不喜歡」的說話。
加賀見一月（Kagami Itsuki）
配音員：遊佐浩二　戀愛主題：溫柔檻
23歲　生日／11月1日　星座／天蠍座　血型／O型。
黑色長髮以盤成髮髻以髮釵固定，配有棕色眼瞳。
輕佻的花花公子。持有獨特魅力，有些人卻認為這是弊病。
不斷吹牛與開玩笑，不表達真實的感受。常常調戲深琴。
跟平士和七海關係不錯，時常在一塊。
即使非自願喝酒，醉後也並無任何變化。
能力是『夢見』，承繼姐姐的能力。
只要跟平士的心靈感應的能力相通後，會有多人『夢見』的可能。

### 七海的可攻略對象
宿吏曉人／市之瀨曉人（Shukuri Akito）
配音員：杉山紀彰　戀愛主題：罪與罰的交易
18歲　生日／2月11日　星座／水瓶座　血型／O型。
藍色短髮，右邊的髮尾較長，配有棕色的眼瞳。
易怒，一臉不爽的表情性情乖戾的青年。
敵意甚強，討厭被戲弄和被人當成白痴。
雖然常常生氣，但其實心地善良，對身邊熟人、親人都非常好。
很會料理，他所煮的飯帶有媽媽的味道而被受好評。事實上怕鳥類。
原名「市之瀨曉人」（市ノ瀬 暁人），是千里的哥哥。
擁有千里一部份操縱『水』的能力。
動畫版最後和七海在一起。
室星朗（Muroboshi Ron）
配音員：杉田智和　戀愛主題：執着
25歲　生日血型不明。
棕色短髮並配帶墨鏡，墨鏡下是黑色瞳孔，右眼則是紫色的假眼。
外表十分可疑，實際上是個溫柔的青年。
與夏彥聯手混入船上。可是常常記不住別人的名字而惹怒別人。
身世什麼的隻字不提，無人知道他的事。
自己的長處是“不知自己怎麼想時就說出來”。
即使非自願喝酒，醉後也並無任何變化。
乙丸平士（Otomaru Heishi）
配音員：吉野裕行　戀愛主題：戀慕之友
19歲　生日／12月18日　星座／射手座　血型／B型。
粉紅色短髮，配有棕紅色眼瞳。活潑開朗，是個友善的青年。
雖然在成員之中，年紀非最大也非最小，表裡如一，因此以氣氛製造者般的存在。
即使遇上討厭的事，心情也很快轉換過來。
能力是『心靈感應』，當心情激動際不時會把對方的心聲說漏嘴。
因為並不擅長把聽到的心聲保密，當說漏嘴時會把女生們都惹怒。
自己的性格一言記之曰，“開朗又吵鬧”。
因為有心靈感應，所以可以遠距離傳遞自己的心聲。

### 『世界』
遠青基久（To-ya Motohisa）
配音員：上田燿司
正宗的叔父，『世界』側的科學家之一。
懶散並逍遥自在。
死板的人類的在許多的『世界』中漂浮存在。
有時會偽裝起來，因某個目的而暗中活動。
徒徒枝凪沙（Totonoe Nagisa）
配音員：柚木涼香
『世界』側的美女科學家。用詞精簡，不能開玩笑的性格。夏彦的姐姐。
完美主義者，對誰都使用敬語。
立場上是正宗的上司，常常為了通過實驗而催促他。
西所彌廣（Saisyo Yahiro）
配音員：中村悠一
『世界』側的成員之一。
作為情報員般活動，擔當著跟基久和凪沙不同的工作。
性格無情，認為能力者只是一件道具。
一直不喜歡夏彥，瞧不起正宗。

### 其他角色
鈴原空汰（Suzuhara Sorata）
配音員：阿部敦
從現代時光倒流而來的少年。
非常喜歡科學和發明，對非科學的事情毫無耐性。
雖然有時會因自己聰明而侮辱頂撞別人，但被溫柔對待時卻會结结巴巴的。
在船員之中被當作可愛的孩子存在。
實際上並非時光倒流，因為世界的歴史『初期化』的副作用而導致的，有整整二千年以上在艾音身邊沉睡。
擁有製作愛音的科學家相同的遺傳基因，名字及外表都一樣。
結賀史狼／???（Yuiga Shirou）
配音員：浜田賢二
在能力使用者之前偶爾出現的壯年男士。
與特定的會人物關係頗深，而且對世界滿清楚似的…
遊戲第1季開始時名字不明，但事實上是驅的義父。而且，曾是小春的保護者「旅人先生」。
瀧島雪（Takishima Setsu）
配音員：市来光弘
與夏彦共同行動的少年。
精通機械，並以行動支持夏彦。
不過因為異常的言行還滿多的，所以被人冷漠對待。
愛音（Aion）
配音員：やなぎなぎ
一身淺青藍色打扮並赤腳。把空汰引導到這個時代的歌姬。
雖然偶爾在NORN前出現，但真正的身份是實行『重設』世界的兵器。
幾千年以來都存在於永恆的時間之中，卻因老化而機能下降。
把『重置』歴史的判斷交給驅去決定。
加賀見和葉（Kagami Kazuha）
配音員：荒川美穗
一月的雙胞胎姐姐。
本來是『夢見』的能力者，以賣『夢』來維持生計。
從客人中所知道的事會當作童話般讀給一月聽。
但因為染上疾病，在生死之間時把能力交給一月。

## 用語解說
- 命運（NORN）『ノルン』

球體狀的巨大飛船，名字『NORN』是希臘神話中「命運三女神」。
它的構造就像由城市改遠而成的飛船，有居住區、郊外、森林和水邊。
沒有引擎，彷彿就如浮雲般無聲，飄浮似地前進。
儘管這首船只乘載了能力者和小雞……
- 小雞（HIYOKO）『ヒヨコ』

住在『NORN』的小雞。
跟能力者的生活有密切關係。
雖然有各種各樣的小雞存在，但能力者對它們的正體仍然不明。
- 世界（SEKAI）『世界』

是命令能力者乘搭『NORN』旅行的組織。
作為「眾多義意的集合體」，對這個時代生存的人深入了解。
平成世紀而來的鈴原空汰，把這個解釋為『聯合國』。
- 特殊能力（ABILITY）『特殊能力』

乘搭『NORN』的年輕人所持有的能力。
比如是「火」、「水」等有關的自然能力，對心靈的作用因人而異。
雖然能力寄宿在能力者身上，但變成能力者的原因卻不明。
『NORN』之旅，跟他們的能力有密切的關係。

## 工作人員
- 遊戲插畫：悌太
- 遊戲主題：植松伸夫
- 音樂製作：ケビン・ペンキン
- 背景美術：秋葉みのる

## 主題歌曲

### NORN9 命運九重奏
片頭曲「Melee」
作曲：小野貴光／編曲：戶田章世／作詞、歌：やなぎなぎ
片尾曲「Many Universes」
作曲、編曲 - 藤末樹／作詞、歌：やなぎなぎ
插曲「砂時計は空の空」
作曲：石谷桂亮／編曲：宇佐美宏／作詞、歌：やなぎなぎ

### NORN9 LAST ERA
片頭曲「Foe」
作曲：小野貴光／編曲：戶田章世／作詞、歌：やなぎなぎ
片尾曲「Skyscape」
作詞：磯谷佳江／作曲：rino／編曲：長田直之／歌：やなぎなぎ

## 網上廣播

### 網上廣播
「NORN9 命運九重奏」NORN廣播局於2013年11月8日至2014年7月25日，向電視動畫發佈網上廣播劇組。主持是遊佐浩二（飾演 加賀見一月）。每月2次更新。
嘉賓
- 第01回、第02回 - 斎賀みつき（飾演 二条朔也）、吉野裕行（飾演 乙丸平士）
- 第03回、第04回 - 杉山紀彰（飾演 宿吏曉人）、佐藤拓也（飾演 遠矢正宗）
- 第05回、第06回 - 梶裕貴（飾演 結賀驅）、杉田智和（飾演 室星羅恩）
- 第07回、第08回 - 佐藤拓也（飾演 遠矢正宗 役）、斎賀みつき（飾演 二条朔也）
- 第09回、第10回 - 杉山紀彰（飾演 宿吏曉 役）、下野紘（飾演 市ノ瀬千里）
- 第11回、第12回 - 下野紘（飾演 市之瀬千里 役）、吉野裕行（飾演 乙丸平士）
- 第13回、第14回 - 藤村步（飾演 小春）、高垣彩陽（飾演 久我深琴）、瀬戶麻沙美（飾演 不知火七海）
- 第14.5回 - 阿部敦（飾演 鈴原空汰）
- 第15回、第16回 - 齋賀光希（飾演 二条朔也）、杉田智和（飾演 室星朗）
- 特別回 - 小野大輔（飾演 吾妻夏彦）

### 命運廣播
於2015年3月18日至6月24日，音泉推出網上廣播劇組。主持是下野紘（飾演 市之瀨千里）、佐藤拓也（飾演 遠矢正宗）。隔週星期三更新。

## 流動情報
- 本作的角色咕牌於社交遊戲生命之樹〜時間之世界樹〜中參戰。

## 電視動畫
電視動畫《命運九重奏》於2016年1月開始播映。

### 製作人員
- 原作：Otomate
- 原作插圖：悌太
- 監督：阿保孝雄
- 副監督：市村徹夫
- 系列構成：高橋奈津子
- 人物設定：竹內由香里
- 總作畫監督：竹内由香里、佐藤友子
- 美術監督：鈴木朗
- 畫面設計：西俊樹
- 未來設計：shirakaba
- 機械、道具設計：高倉武史
- 版面設計：荒川真嗣
- 音響監督：明田川仁
- 攝影監督：梶原幸代
- 3DCG監督：越田祐史
- 編集：須藤瞳
- 製作人：小倉充俊
- 動畫製作人：小笠原宗紀
- 動畫製作：Kinema Citrus×Orange

### 主題曲
片頭曲
作曲：饗庭純，編曲：出羽良彰，作詞、主唱：やなぎなぎ
第12話未使用
片尾曲
作詞：日山尚，作曲、編曲：安瀨聖，主唱：織田香織
第1話未使用
插曲（第12話）
作詞：日山尚，作曲、編曲：kevin penkin，主唱：愛音（やなぎなぎ）

### 各話標題
| 話數   | 日文標題 | 中文標題       | 劇本                             | 分鏡       | 演出                          | 作畫監督                                                                           | 總作畫監督          |
| ------ | -------- | -------------- | -------------------------------- | ---------- | ----------------------------- | ---------------------------------------------------------------------------------- | ------------------- |
| 1      |          | 征服天空之船   | 高橋奈津子                       | 阿保孝雄   | 垪和等                        | 佐藤友子、 大下久馬、竹內由香里                                                    | 竹內由香里          |
| 2      |          | 能力           | 高橋奈津子                       | 市村徹夫   | 市村徹夫                      | 澤田讓治、樋口香里                                                                 | 竹內由香里          |
| 3      |          | 萌芽之春       | 高木聖子                         | 入江泰浩   | 飯野慎也                      | Lee Duk Ho Kim Jung Eun Cha Sang Hoon                                              | 竹內由香里 佐藤友子 |
| 4      |          | 那是誰的小夜曲 | 高木聖子                         | 小島正幸   | 松前武生                      | 中山由美                                                                           | 竹內由香里 佐藤友子 |
| 5      |          | 沉睡森林       | 渡邊大輔                         | 小島正幸   | 垪和等                        | 、佐藤友子 池津壽惠、二宮奈那子 大下久馬、澤田讓治                                 | 竹內由香里          |
| 6      |          | 開始轉動的齒輪 | 渡邊大輔                         | 小島正幸   | 飯野慎也                      | 大前祐美子、安田祥子                                                               | 竹內由香里 佐藤友子 |
| 7      |          | 如夢似幻的現實 | 高木聖子                         | 金子伸吾   | 金子伸吾                      | 金田大樹、德田夢之介 清水博幸、竹内由香里                                          | 竹內由香里 佐藤友子 |
| 8      |          | 世界           | 高木聖子                         | 古川知宏   | 古川知宏                      | 澤田讓治、樋口香里 森賢、池津壽惠 二宮奈那子、 竹内由香里                          | 竹內由香里 佐藤友子 |
| 9      |          | 各自的真實     | 高木聖子                         | 大橋譽志光 | 松前武生                      | Lee Duk Ho Cha Sang Hoon                                                           | 竹內由香里 佐藤友子 |
| 總集篇 |          | 命運的女神     | 不適用                           | 不適用     | 不適用                        | 不適用                                                                             | 不適用              |
| 10     |          | 永遠           | 高橋奈津子 渡邊大輔 kinemacitrus | 市村徹夫   | 小島正幸 垪和等 阿保孝雄 森賢 | 澤田讓治、森賢 池津壽惠、二宮奈那子 、樋口香里 竹內由香里 Cha Sang Hoon Lee Duk Ho | 竹內由香里 佐藤友子 |
| 11     |          | 重置           | 高橋奈津子 渡邊大輔 kinemacitrus | 小島正幸   | 垪和等                        | 、池津壽惠 二宮奈那子                                                              | 竹內由香里 佐藤友子 |
| 12     |          | 新世界         | 高橋奈津子 高木聖子 kinemacitrus | 阿保孝雄   | 阿保孝雄 垪和等               | 、 樋口香里、池津壽惠 二宮奈那子、Lee Duk Ho 佐藤友子、竹內由香里                  | 竹內由香里 佐藤友子 |

### BD / DVD
| 卷數 | 發售日期      | 収録話數        | 規格編號  | 規格編號  |
| 卷數 | 發售日期      | 収録話數        | BD限定版  | DVD限定版 |
| ---- | ------------- | --------------- | --------- | --------- |
| 1    | 2016年3月25日 | 第1話 - 第3話   | GNXA-1421 | GNBA-2391 |
| 2    | 2016年4月27日 | 第4話 - 第6話   | GNXA-1422 | GNBA-2392 |
| 3    | 2016年5月25日 | 第7話 - 第9話   | GNXA-1423 | GNBA-2393 |
| 4    | 2016年6月29日 | 第10話 - 第12話 | GNXA-1424 | GNBA-2394 |

### 播放電視台
| 播放地區 | 播放電視台 | 播放日期              | 播放時間（UTC+9）         | 所屬聯播局 | 備註       |
| -------- | ---------- | --------------------- | ------------------------- | ---------- | ---------- |
| 日本全國 | AT-X       | 2016年1月7日－3月31日 | 星期四 21時30分－22時00分 | 衛星電視   | 有重播     |
| 東京都   | TOKYO MX   | 2016年1月7日－3月31日 | 星期四 23時30分－24時00分 | 獨立局     |            |
| 日本全國 | BS11       | 2016年1月7日－3月31日 | 星期四 25時00分－25時30分 | 衛星電視   | ANIME+節目 |
| 兵庫縣   | SUN電視台  | 2016年1月7日－3月31日 | 星期四 25時30分－26時00分 | 獨立局     |            |

## 外部連結
- NORN9 命運九重奏（页面存档备份，存于）
- NORN9 LAST ERA（页面存档备份，存于）
- NORN9 VAR COMMONS for iOS & Android（页面存档备份，存于）
- 「NORN9 命運九重奏」WEB廣播 NORN廣播局
- NORN9 Var Commons（页面存档备份，存于）
- NORN9 ACT TUNE（页面存档备份，存于）
- TV動畫『命運九重奏』官方網站（页面存档备份，存于）
- TV動畫「命運九重奏」的X（前Twitter）